# Amphilius
Amphilius es un género de peces de la familia de los Amphiliidae y del orden de los siluriformes.

## Especies
- Amphilius atesuensis (Boulenger, 1904)[2]
- Amphilius brevis (Boulenger, 1902)[3]
- Amphilius caudosignatus (Skelton, 2007)[4]
- Amphilius cryptobullatus (Skelton, 1986)[5]
- Amphilius dimonikensis (Skelton, 2007)[6]
- Amphilius jacksonii (Boulenger, 1912)[7][8]
- Amphilius kakrimensis (Teugels, Skelton & Lévęque, 1987)[9]
- Amphilius kivuensis (Pellegrin, 1933)[10]
- Amphilius korupi (Skelton, 2007)[4]
- Amphilius lamani (Lönnberg & Rendahl, 1920)[11]
- Amphilius lampei (Pietschmann, 1913)[12]
- Amphilius laticaudatus (Skelton, 1984)[13]
- Amphilius lentiginosus (Trewavas, 1936)[14]
- Amphilius longirostris (Boulenger, 1901)[15]
- Amphilius maesii (Boulenger, 1919)[16]
- Amphilius mamonekenensis (Skelton, 2007)[4]
- Amphilius natalensis (Boulenger, 1917)[17][18]
- Amphilius opisthophthalmus (Boulenger, 1919)[19]
- Amphilius platychir (Günther, 1864)[20]
- Amphilius pulcher (Pellegrin, 1929)[21]
- Amphilius rheophilus (Daget, 1959)[22]
- Amphilius uranoscopus (Pfeffer, 1889)[23]
- Amphilius zairensis (Skelton, 1986)[5][24][25][26][27][28][29][30][31]